# Sambuca Pistoiese
Sambuca Pistoiese est une commune italienne d'environ 1 500 habitants située dans la province de Pistoia, en Toscane.
Elle est située sur la nationale qui, de Pistoia, va vers Bologne en Émilie.

## Géographie

Localisation de la commune de Sambuca Pistoiese à l'intérieur de la province de Pistoia.

## Administration
| Période                                  | Période  | Identité         | Étiquette      | Qualité |
| ---------------------------------------- | -------- | ---------------- | -------------- | ------- |
| juin 2004                                | En cours | Francesca Vogesi | Centrosinistra |         |
| Les données manquantes sont à compléter. |          |                  |                |         |

### Hameaux
Castello, Bellavalle, San Pellegrino, Pavana, Frassignoni, Monachino, Torri, Treppio, Taviano, Posola, Campeda, Lagacci, L'Acqua, Lentula.

### Communes limitrophes
Camugnano (Bologne), Cantagallo (Prato), Castel di Casio (Bologne), Granaglione (Bologne), Pistoia.